# キャバリエ郡 (ノースダコタ州)
キャバリエ郡（英: Cavalier County）は、アメリカ合衆国ノースダコタ州の北東部に位置する郡である。2010年国勢調査での人口は3,993人であり、2000年の4,831人から17.3％減少した。郡庁所在地はラングドン市（人口1,878人）であり、同郡で人口最大の町でもある。キャバリエと名付けられた都市は隣接するペンビナ郡の郡庁所在地である。

## 歴史
キャバリエ郡は1873年にダコタ準州議会がペンビナ郡の西半分を分離して創設した。郡政府は1884年7月8日に初めて組織化され、その時以来ラングドンが一貫して郡庁所在地である。郡名は良く知られたペンビナ市の毛皮交易業者、税関吏、郵便局長だったチャールズ・ターナー・キャバリエ（Charles Turner Cavileer、1818年-1902年）に因んで名付けられた。人名の"Cavileer"と郡名の"Cavalier"の綴りが違うことには何の説明も残っていないが、ある地名学者によると、フランス語化しようとしたか、フランス人の名前のように見せようとしたかと考えている。
準州知事に郡創設の請願を行った後、パトリック・マクヒュー、W・ハドソン・マシューズおよびL・C・ノラコングが1884年7月8日に郡創設の目的で集まった。7月26日、新しい郡役人が再度集まり、郡政委員会議長にノラコングを、コミッショナーにウィリアム・H・ドイルとマシューズを選んだ。初代登記官と郡事務官はマクヒューだった。W・J・ムーにーが初代検認判事、チャールズ・B・ネルソンが初代キャバリエ郡教育監督官、クラレンス・ホークスが初代保安官になった。1887年に準州議会がペンビア郡の一部を取り込むことを承認し、現在の領域が確定した。この拡張で新しく15の郡区が付け加えられた。
この会合で新しい郡庁所在地が選ばれ、ミネソタ州出身でグレート・ノーザン鉄道の役員だったロバート・ブルース・ラングドンに因んでラングドンと名付けられた。ラングドン自身はこの町を訪れたことが無かったが、地元の学校に鐘を寄付したと伝えられている。
最初の郡庁舎は1884年秋に360ドルの費用で建設された。これは短期間使われただけで、より暖かく中心街の中心に近い一角に移されることになった。1895年に大型のレンガ造り郡庁舎が現在の場所に建設された。建設費用は9,099ドルだった。現在の郡庁舎が1957年から1958年に建設されるまで、この建物が使われていた。

### キャバリエ郡歴史協会
1969年にドレスデンに設立されたホリー・トリニティ教会が郡美術館の基礎となり、現在は地元の歴史的な工芸品を納め、ランドマークになっている。
ホリー・トリニティ教会はそれ以前にあった木造の建物2棟が火事で消失したあとに建て替えられた。現在の建物は1936年に地元教区民が集めた自然石を使って建設された。ミネアポリス出身の建築家ファビアン・レッドモンドが設計した。ピアース郡ラグビー出身の石工エドロイ・パターソンがボランティアの作業員を指導した。
教会の建設を援助したのが大工棟梁のアンドリュー・バックマン、アルフォンス・ヒルトナー、スタンレー・コームシュテットおよびウィリアム・ガイゼンだった。

## 地理
アメリカ合衆国国勢調査局に拠れば、郡域全面積は1,510平方マイル (3,910.9 km2)であり、このうち陸地は1,488平方マイル (3,853.9 km2)、水域は22平方マイル (57.0 km2)で水域率は1.44％である。

### 主要高規格道路
- ノースダコタ州道1号線
- ノースダコタ州道5号線
- ノースダコタ州道20号線
- ノースダコタ州道66号線

### 隣接する郡
- カナダ、マニトバ州ルイーズ - 北
- カナダ、マニトバ州ルペンビナ - 北
- カナダ、マニトバ州スタンレー - 北
- ペンビナ郡 - 東
- ウォルシュ郡 - 南東
- ラムジー郡 - 南
- タウナー郡 - 西

## 人口動態
以下は2000年の国勢調査による人口統計データである。
| 基礎データ - 人口: 4,831人 - 世帯数: 2,017 世帯 - 家族数: 1,361 家族 - 人口密度: 1人/km2（3人/mi2） - 住居数: 2,725軒 - 住居密度: 1軒/km2（2軒/mi2） 人種別人口構成 - 白人: 98.10% - アフリカン・アメリカン: 0.14% - ネイティブ・アメリカン: 0.52% - アジア人: 0.10% - その他の人種: 0.10% - 混血: 1.03% - ヒスパニック・ラテン系: 0.64% 先祖による構成 - ドイツ系：44.5％ - ノルウェー系：23.1％ - フランス系：6.4％ 年齢別人口構成 - 18歳未満: 24.6% - 18-24歳: 3.7% - 25-44歳: 21.3% - 45-64歳: 27.5% - 65歳以上: 22.9% - 年齢の中央値:45歳 - 性比（女性100人あたり男性の人口） - 総人口: 98.9 - 18歳以上: 97.6 | 世帯と家族（対世帯数） - 18歳未満の子供がいる: 27.5% - 結婚・同居している夫婦: 60.89% - 未婚・離婚・死別女性が世帯主: 3.8% - 非家族世帯: 32.5% - 単身世帯: 30.8% - 65歳以上の老人1人暮らし: 17.0% - 平均構成人数 - 世帯: 2.34人 - 家族: 2.93人 収入と家計 - 収入の中央値 - 世帯: 31,868米ドル - 家族: 39,601米ドル - 性別 - 男性: 28,886米ドル - 女性: 19,647米ドル - 人口1人あたり収入: 15,817米ドル - 貧困線以下 - 対人口: 11.5% - 対家族数: 7.8% - 18歳未満: 16.6% - 65歳以上: 11.9% |

## 都市と町

### 都市
- アルセン
- カリオ
- カルビン
- ハンナ
- ラングドン - 郡庁所在地
- ロマ
- ミルトン
- ミュニック
- ネコマ
- オスナブロック
- サーレス
- ウェールズ

注: ノースダコタ州の法人化された自治体は、その大きさに拠らず全て「市」になる

### その他の町
- ホーブモバイルパーク
- メイダ

### 郡区
| - アルマ - バナー - ビリングス - ブルース - バイロン - サイプレス - ドレスデン - イーズビー - イーストアルマ - エルジン | - フレモント - グレニラ - ゴードン - グレイ - ハーベイ - ヘイ - ヘンダーソン - ホープ - ヒューロン - ラングドン | - リンデン - ローム - マニラ - ミント - モントローズ - モスコー - マウントカーメル - ネコマ - ノースロマ - ノースオルガ | - オズフォード - オスナブロック - ペリー - セイバート - サウスドレスデン - サウスオルガ - ストーリー - トライア - ウォータールー - ウェストホープ |